# Gesetzesrecht
Gesetzesrecht ist das durch Gesetz geschaffene Recht.

## Abgrenzung
Je nach Zusammenhang betont man mit dem Ausdruck Gesetzesrecht unterschiedliche Aspekte: In Bezug auf seine Schriftlichkeit ist Gesetzesrecht („lex scripta“) ein Gegensatz zum ungeschriebenen Gewohnheitsrecht. Überschneidungen mit dem Gewohnheitsrecht weisen aber solche Bestimmungen des geschriebenen Rechts auf, die Rechtswirkungen ebenfalls an eine langjährige Praxis oder Nichtpraxis knüpfen, beispielsweise die Ersitzung (§§ 900, 937 ff. BGB), die Verwirkung sowie die Verjährung. Auch § 346 HGB knüpft „unter Kaufleuten in Ansehung der Bedeutung und Wirkung von Handlungen und Unterlassungen auf die im Handelsverkehr geltenden Gewohnheiten und Gebräuche“ an, d. h. an die tatsächliche Übung und verleiht ihnen dadurch normative Dignität.
In Bezug auf die Rechtsfindung ist Gesetzesrecht ein Gegensatz zum Fallrecht („case law“): Hier wird vom Einzelfall induktiv auf ähnliche Fälle geschlossen, beim Gesetzesrecht wird der Einzelfall deduktiv von einer Rechtsnorm abgeleitet. In Bezug auf die Rechtsquelle ist Gesetzesrecht ein Gegensatz zum Richterrecht. Nicht der parlamentarische Gesetzgeber ist dann Rechtsquelle, sondern die Justiz. Diese ist nicht rechtsanwendend oder rechtsfortbildend tätig, sondern rechtsetzend. In Bezug auf sein Zustandekommen ist Gesetzesrecht ein Gegensatz zum Vertrag: Ein Vertrag entsteht durch Einigung einander gleichgeordneter natürlicher Personen (siehe Vertragstheorie), das Gesetzesrecht einseitig-hoheitlich durch den Staat (siehe Rechtspositivismus). In der Normenhierarchie müssen Verträge mit dem höherrangigen Gesetzesrecht vereinbar sein, sofern es nicht abdingbar ist und dieses wiederum mit dem höherrangigen Verfassungsrecht.
Nach kontinental-europäischer Auffassung hat das rechtswissenschaftlich durchdrungene Gesetzesrecht einen höheren Stellenwert als das historische Fallrecht, das von der Beurteilung jedes Einzelfalls ausging, stark von den einzelnen Richterpersönlichkeiten beeinflusst und wegen des Verzichts auf Kodifikation wenig vorhersehbar war.

## Geschichte
Die europäischen Kodifikationen gehen historisch mit der Gründung der neuzeitlichen Territorialstaaten einher und dem Bedürfnis nach innerstaatlicher Rechtsvereinheitlichung sowie einem rationalen Gesetzesvollzug, gewährleistet durch einen hierarchisch aufgebauten Justizapparat. Hinzu kam die Forderung des wirtschaftlich aufstrebenden Bürgertums nach Kalkulierbarkeit des Rechts sowie nach gesellschaftlichen Bereichen, befreit von obrigkeitlicher Bevormundung. Naturrechtliche Vorstellung ermöglichten eine Ordnung und Systematisierung des gemeinen Rechts.
Ab Mitte des 18. Jahrhunderts wurden größere Rechtsgebiete – wie etwa das Zivil- und Strafrecht – zunehmend mithilfe von Kodifikationen geregelt. In Europa gab es drei wichtige Kodifikationswellen, die des Naturrechts (um 1800), die der Pandektistik (um 1900) und schließlich die im sogenannten „Sozialistischen Rechtskreis.“
Im 21. Jahrhundert führt die Globalisierung zu einer Rechtsvereinheitlichung im grenzüberschreitenden Handel, beispielsweise in völkerrechtlichen Übereinkommen wie dem UN-Kaufrecht, aber auch durch autonomes Welthandelsrecht wie die von den Kaufleuten selbst kreierten Normen, Handelsbräuche und Standardverträge, die im grenzüberschreitenden Handel universelle Anwendung finden.
Einen anderen Weg ging das Recht im anglo-amerikanischen Rechtskreis (Common Law). Unter Verzicht auf umfassende Kodifikationen wird das Präjudizienrecht im Gegensatz zum Gesetzesrecht betont. Danach sind Untergerichte an die Entscheidungen höherer Gerichte gebunden (doctrine of stare decisis). Gustav Radbruch weist darauf hin, dass es für die Juristenausbildung in England und Wales schon vor der Rezeption des Römischen Rechts mit den Inns of Court einen innungsmäßig organisierten Juristenstand gab, der sich „die Ausbildung des juristischen Nachwuchses auf dem Boden des einheimischen Rechts“ vorbehielt. Ein weiterer Grund wird in unterschiedlichen rechtsphilosophischen Traditionen gesehen zwischen abstrakter Normierung durch Gesetzgebung und Wissenschaft einerseits und entscheidungsbasiertem, d. h. in einer langen richterlichen Tradition entwickelten konkreten Falldenken andererseits. Das abweichende Gesetzesverständnis gründe auf einer anderen Vorstellung von Rechtsstaat. Nach der kontinentaleuropäischen Idee des Rechtsstaats wird das Recht hoheitlich gesetzt, während es sich nach dem anglo-amerikanischen Konzept der Rule of law im prozessualen Verfahren entwickelt. Wo hier das Gesetz die Zentralkategorie bildet, steht dort der Richter im Mittelpunkt.
In den Vereinigten Staaten gewährleisten allerdings die Verfassung und ihre Zusätze (Amendments) verschiedene Grundrechte, so das 1. Amendment die Religions-, Rede- und Pressefreiheit. Für den Bund ergeben sich bestimmte Gesetzgebungszuständigkeiten aus Article I, Section 8 der Verfassung, beispielsweise für das Steuerrecht, das Recht der Einbürgerung oder das Recht, Armeen und eine Flotte aufzustellen. In England gibt es bestimmte Statutes, z. B. den Property Act 1925, den Companies Act 1985 oder den Insolvency Act 1986. Mit dem Human Rights Act 1998 wurden die
Grundrechtsgarantien der Europäischen Menschenrechtskonvention innerstaatlich anwendbar.